# تپه قلعه کوه نوزاد
تپه قلعه کوه نوزاد مربوط به قرن ۸ ه.ق تا دوره صفویه است و در شهرستان درمیان، بخش مرکزی، دهستان میاندشت، روستای نوزاد واقع شده و این اثر در تاریخ ۸ بهمن ۱۳۸۵ با شمارهٔ ثبت ۱۷۰۵۶ به عنوان یکی از آثار ملی ایران به ثبت رسیده است.